# Asesinato de George Murdoch
George Murdoch (1924 o 1925 - 29 de septiembre de 1983) fue un taxista de Aberdeen que, el 29 de septiembre de 1983, fue víctima de un notorio y brutal asesinato sin resolver conocido como el Asesinato del alambre de queso. Después de haber recogido a un pasajero de 20 a 30 años en Queen's Road en Aberdeen, Murdoch fue guiado a Pitfodels Station Road en las afueras de la ciudad y atacado en circunstancias brutales con un alambre cortador de queso. Dos niños presenciaron cómo el hombre era estrangulado al pasar por la calle y corrieron a alertar a la policía, pero la ayuda no pudo llegar a tiempo. El asesino robó el dinero de los cobros y la billetera de Murdoch, pero la víctima solo tenía £21 y no se sabe con certeza si el robo fue el motivo. El asesinato es uno de los crímenes sin resolver más notorios de Aberdeen y de Escocia y en la época "conmocionó a la nación". En septiembre de 2022, la policía solicitó información sobre un hombre visto en el Wilson's Sports Bar de Aberdeen en 2015, diciendo que tenía entre 60 y 70 años, era bajo y vestía una camiseta de Iron Maiden. La policía dice que cree que tiene información que podría ayudar a resolver el caso y le pide que se presente.

## Fondo
Murdoch nació y se crio en Aberdeen y fue descrito como una persona simpática que era "simplemente un trabajador ordinario". Su sobrino lo describió como "amable y gentil, el más amable de los muchachos". Le gustaba tener palomas y navegar. Al momento del crimen, llevaba 37 años felizmente casado con su esposa Jessie. No habían tenido hijos, y volcaban su cariño en los sobrinos. A finales de la década de 1970 lo despidieron de su trabajo en una fábrica y para llegar a fin de mes se puso a trabajar como taxista, aunque no le gustaba especialmente el trabajo y su mujer se preocupaba por su seguridad en los turnos de noche. Le insistió a su esposa que no tenía que preocuparse y le dijo que si alguien alguna vez intentaba atacarlo y robarle, él nunca pelearía y simplemente le entregaría el dinero.

## Asesinato

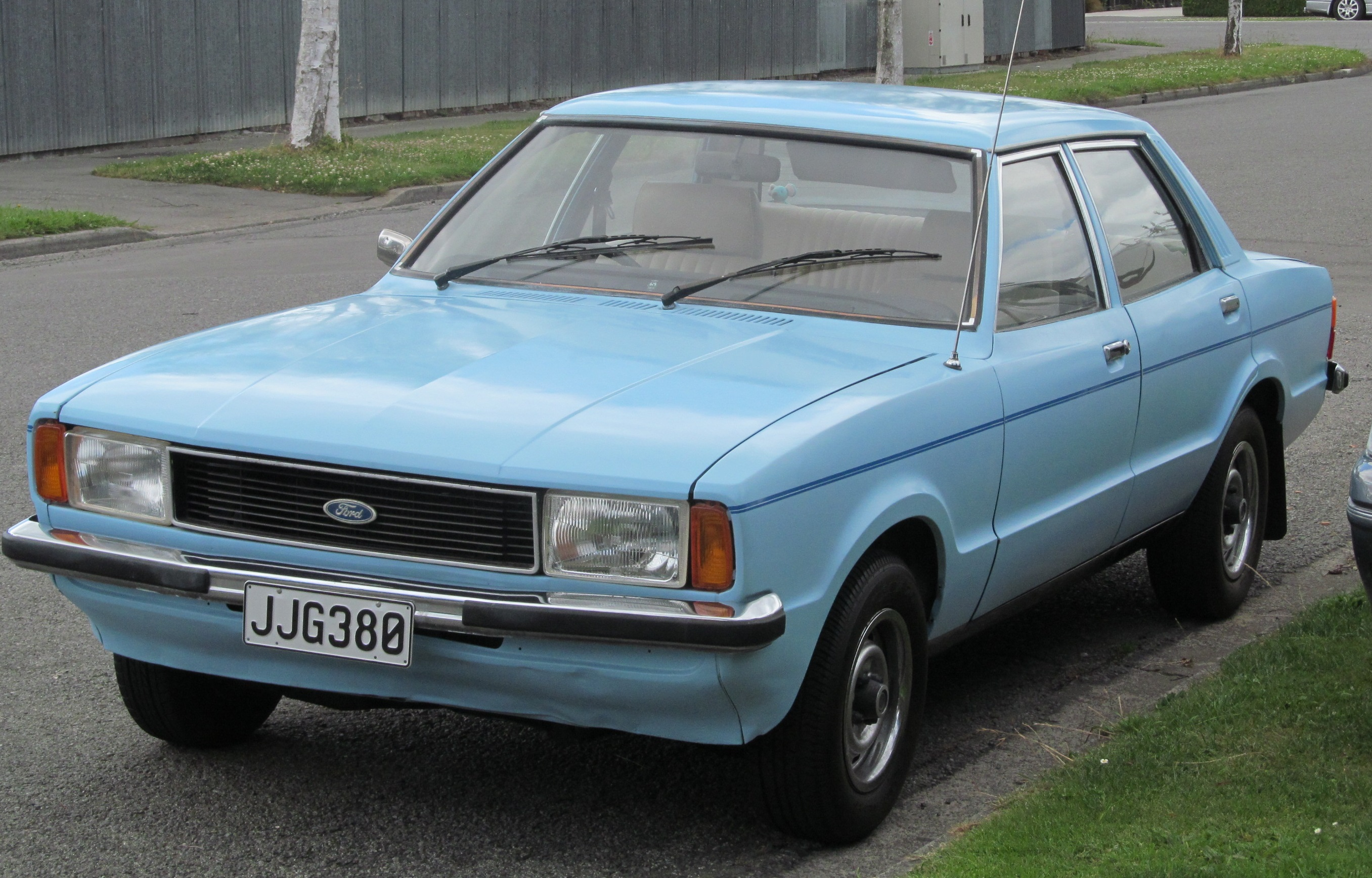
Murdoch conducía un taxi Ford Cortina azul claro esa noche, similar a este vehículo.

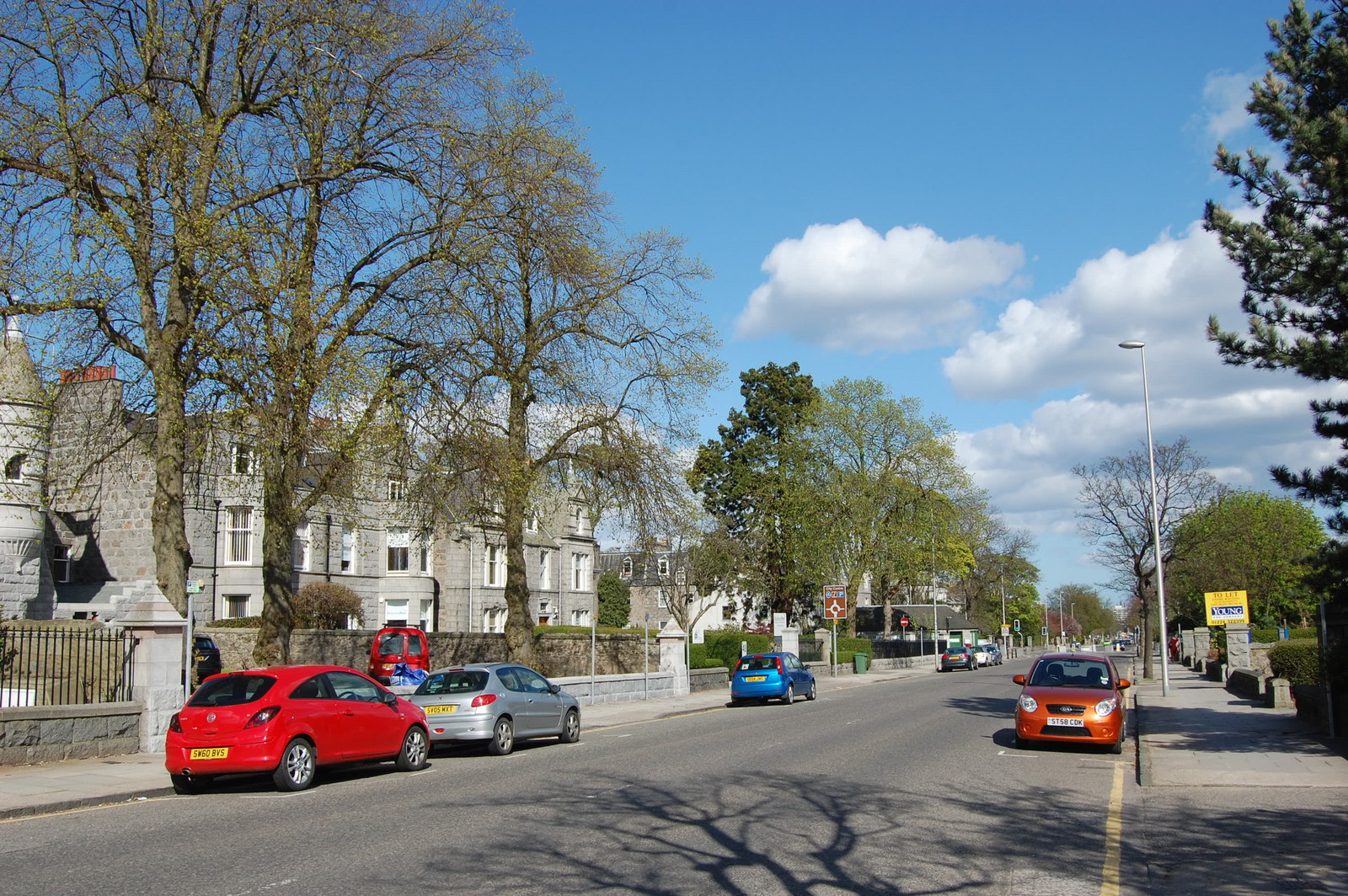
Queen's Road en Aberdeen, donde Murdoch recogió al pasajero que lo mataría.

El jueves 29 de septiembre de 1983, Murdoch, de 58 años, trabajaba en el turno de tarde. Alrededor de las 8:30 p. m., su automóvil Ford Cortina fue visto estacionado en la concurrida Queen's Road en Aberdeen mientras recogía un pasajero en su taxi. Había sido detenido por un hombre de unos 20 años. Murdoch comunicó por radio a la sala de control de taxis que él y su pasajero se dirigían a Culter, en las afueras del oeste de la ciudad. Después de conducir dos millas hacia Culter, giró en Pitfodels Station Road, justo en las afueras de la ciudad en Braeside, donde se detuvo su vehículo. Murdoch fue luego brutalmente atacado por su pasajero, quien usó un alambre cortador de queso como garrote. Mientras la pareja luchaba, salieron a la carretera, donde dos niños que pasaban en sus bicicletas presenciaron cómo estrangulaban a Murdoch. Murdoch estaba pidiendo ayuda desesperadamente y los dos niños corrieron a una cabina telefónica para llamar a la policía, pero los agentes no llegaron a tiempo y el atacante ya había matado a Murdoch. El arma homicida, el alambre de queso, fue encontrado tirado en la escena.
El asesinato fue noticia de primera plana a nivel nacional y se dijo que impactó a todo Aberdeen y "conmocionó a la nación". El agresor fue apodado el "asesino del alambre de queso". Se destacó la crueldad del asesino, ya que esa noche salió con un alambre de queso con él, presumiblemente para atacar a alguien, y mató a un hombre pacífico que siempre dijo que nunca intentaría luchar contra un potencial ladrón. La esposa de Murdoch, Jessie, nunca se recuperó después del asesinato y su salud se deterioró, el resto de su vida temió que el asesino regresara a por ella. Murió el 24 de marzo de 2004, a los 74 años, sin saber quién mató a su marido.

## Investigación del asesinato

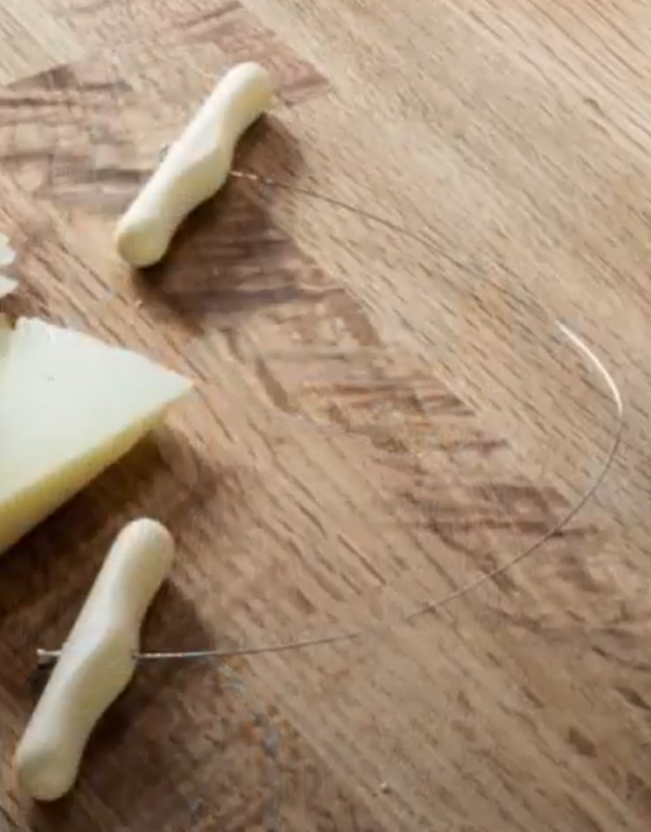
Un ejemplo de alambre de queso, el utensilio que el asesino usó para matar a Murdoch.

La policía lanzó una búsqueda masiva para encontrar al asesino, visitando 10,000 hogares y tomando 8,000 declaraciones. El asesino fue descrito como de entre 20 y 30 años y vestía ropa oscura que, según la policía, podría haber estado manchada de sangre después del ataque. Medía en torno a 1,70 m de alto, iba bien afeitado, era delgado y tenía el pelo corto y oscuro. Se habría llevado el cable para queso con él esa noche, lo que indica premeditación. La billetera de Murdoch y sus cobros en efectivo habían sido robados por el asesino. Murdoch solo tenía entre 21 y 35 libras y la policía no podía decir con certeza si el robo había sido el motivo del asesinato.
Se hicieron llamamientos para que cualquier persona en el área de Queen's Road de la ciudad entre las 8:15 y las 8:45 de la noche se presentara. Así se supo que poco después del asesinato se vio a un hombre con sangre en las manos en el local de comida para llevar "Mr Chips" en Great Western Road. El empleado que lo había atendido informó sobre el avistamiento, pero no se rastreó. El hombre vestía ropa oscura, cabello oscuro, era bajo y tenía poco más de 20 años, lo que encajaba con la descripción del asesino. Tenía varios rasguños en la cara, un ojo magullado y pidió tiritas para aplicar en su mano cortada.
A principios de la década de 1980, la ciudad de Aberdeen estaba cambiando rápidamente debido al repentino crecimiento de la industria petrolera en el Mar del Norte, y esta industria había traído consigo a Aberdeen a muchas personas en tránsito desde fuera del área. La policía consideró esto al intentar encontrar al asesino.

## Investigaciones de casos sin resolver
En 2022, la familia de Murdoch y un periódico local se unieron para ofrecer una recompensa de 20.000 libras esterlinas por información que condujera a la captura del asesino. El caso se presentó en Crimewatch Live el 14 de marzo de 2022, lo que generó nuevas pistas. Docenas de personas se presentaron con nueva información, y Crimewatch Live emitió un comunicado que decía: "El caso de George Murdoch claramente ha tocado una fibra sensible". El sobrino de Murdoch suplicó que la gente se presentara para dar un cierre a la familia y dijo: "El cierre de una familia es como polvo de oro, algo que anhelas, que necesitas. Incluso después de 38 años, es un deber familiar. Siempre nos ha importado. Siempre lo haremos".
En septiembre de 2022, la policía reveló que querían rastrear a un hombre visto bebiendo en el Wilson's Sports Bar en Aberdeen en 2015 con una camiseta de Iron Maiden, diciendo que creían que podría ayudar con la investigación. Fue descrito como pequeño, fornido de unos 60 a 70 años y residente de Aberdeen. El detective principal del caso, James Callander, dijo: "Después de la apelación del año pasado, ahora tenemos información sobre un hombre con el que nos gustaría hablar, ya que creemos que puede ayudar con nuestra investigación sobre el asesinato de George". "Seguimos recibiendo información sobre lo que pudo haberle sucedido a George, lo cual es muy alentador y me gustaría agradecer al público por esto. La asistencia y el apoyo continuos del público son vitales para llevar esta investigación a una conclusión y proporcionar el cierre que tanto necesita la familia de George".

## Notoriedad
El caso apareció en la serie documental de STV Unsolved en 2004. La serie se centró en los crímenes sin resolver más famosos de Escocia. Desde entonces, se han resuelto varios asesinatos que aparecen en el programa: los de Vicky Hamilton (en 2007), Shamsudden Mahmood (en 2008), Elaine Doyle (en 2014), Tracey Wylde (en 2019) y Renee y Andrew Macrae (en 2022). En dos casos más, Caroline Glachan y Brenda Page, los juicios por los presuntos asesinatos se llevaron a cabo en 2022 y 2023, respectivamente.
El asesinato de Murdoch apareció en STV News at Six el 28 de septiembre de 2018 después de que se hiciera una nueva apelación sobre el asesinato.
En el episodio de Crimewatch Live que pidió información sobre el caso de Murdoch el 14 de marzo de 2022, se describió el asesinato de Murdoch como uno de los casos sin resolver más notorios en el noreste de Escocia y uno de los "episodios más oscuros" de Aberdeen.